# أخامينيدس
أخامينيدس (بالإنجليزية: Achaemenides)‏ أحد أصحاب أوديسيوس Odysseus الذين بقوا في صقلية مع السيكلوب Cyclopes. عندما وصل إينياس إلى الجزيرة اصطحب أخامينيدس معه. في الإنيادة لفيرجل أخامينيدس كان ابن آدماستوس من إيثاكا، وأحد أفراد طاقم يوليسيس. وقد تقطعت به السبل على جزيرة صقلية عندما فر يوليسيس من السيكلوب بوليفيموس، حتى وصل إينياس وأخذه إلى إيطاليا.